# 221 PO 3001 à 3014
Les 221 PO 3001 à 3014 sont des locomotives de disposition Atlantic utilisées sur le réseau du Paris-Orléans puis à la SNCF sur des trains de voyageurs express. Elles représentent une version plus puissante des Atlantic Nord.
Locomotives de vitesse utilisées entre Paris et Bordeaux, notamment sur le Sud-Express, leur carrière est écourtée par l'arrivée de locomotives plus puissantes et par l'électrification du réseau.

## Genèse
En 1900, la Compagnie du chemin de fer de Paris à Orléans devait faire face à l'augmentation du tonnage et de la vitesse des trains de voyageurs. Elle possédait encore de nombreuses locomotives de disposition 120 et 121 plus ou moins transformées.
Entre 1899 et 1900, le PO fit réaliser leurs premières locomotives Atlantic, les 221 PO 576 à 583, par transformation dans leurs ateliers des sept dernières locomotives de disposition 121, mises en service en 1898. D'autres conversions plus profondes seront réalisées en 1910-1910  mais leur puissance n'était pas comparable aux constructions neuves des autres réseaux.
Parmi ceux-ci, la Compagnie des chemins de fer du Nord, devant faire circuler à très grande vitesse des express prestigieux sur des rampes moyennes, met au point en 1900 les fameuses « Atlantic Nord » (221 Nord 2.641 à 2.675). Plus rapides que leurs 230 SACM grâce à leurs grandes roues de 2 m, elles sont aussi plus puissantes en raison de leur chaudière et leurs cylindres aux dimensions généreuses.
L'Atlantic Nord aura une grande descendance en France puisque tous les réseaux, sauf l'Ouest et le PLM, en auront à l'effectif :
- La Compagnie des chemins de fer du Midi en aura trente, construites de 1902 à 1907 (221 Midi 1901 à 1916 et 1921 à 1934) ;
- La Compagnie des chemins de fer de l'Est en commande deux (221 Est 2601 et 2602) mais préfère directement passer aux Ten wheel à grandes roues, plus appropriées ;
- La Compagnie du chemin de fer de Paris à Orléans crée sa propre variante plus puissante en 1903 : la série 3001 à 3014 ;
- L'Administration des chemins de fer de l'État s'inspirera en 1905 des Atlantic du PO pour ses 221 État 2951 à 2960 ;

## Mise au point
Eu égard à leurs devancières du Nord et du Midi, les Atlantic série 3000 du PO se distinguent par leur chaudière, timbrée à 16 kg/cm2, doté d'un foyer plus large et leurs cylindres plus grands. Comme leurs consœurs, il s'agit de locomotives compound De Glehn, dotées de quatre cylindres alternés, et font appel à un foyer Belpaire rentrant en arrière des essieux moteurs.
Le réseau du PO comportant aussi beaucoup de lignes pentues, ne convenant pas aux Atlantic, leur créateur et ingénieur Émile Solarcoup a développé simultanément la série 4001 à 4084 : un deuxième dérivé des Atlantic Nord, pratiquement identique aux série 3000 mais de disposition Ten-Wheel, à trois essieux moteurs.
La chaudière des Atlantic Nord se retrouve aussi sur les locomotives pour marchandises Consolidation 140 PO 5001 à 5152 développées en 1904 en s'inspirant d'un modèle du Midi.
Comme toutes les locomotives du PO sorties d'usine à cette époque, elles ont une cabine à deux fenêtres latérales coiffée d'un léger arc bombé et revêtent la livrée gris clair du PO.
La première série, de 8 locomotives livrées par la Société alsacienne de constructions mécaniques (SACM) en 1903-1904, donne lieu à une seconde commande de 8 exemplaires identiques mis en service en 1906.
La surchauffe et les tiroirs de piston cylindriques seront essayés sur des 230 4000 tardives mais les Atlantic PO série 3000 ne seront pas concernées.

## Carrière

### Période de gloire
Mises en service simultanément avec les ten wheel série 4000, elles partagent de très nombreux éléments en commun mais ont spécifiquement été conçues pour la grande ligne, au relief facile, alors que les 4000 sont pensées pour les parcours plus difficiles. Plus versatiles que les Atlantic à grandes roues, ces dernières seront commandées en grande quantité et largement diffusées.
Les essais de ces deux séries donnèrent des résultats très satisfaisants : les Atlantic série 3000 pouvaient remorquer des trains directs de près de 300 tonnes entre Paris et Bordeaux (avec relai à Saint-Pierre-des-Corps) à plus de 90 km/h tandis que les 230 série 4000 pouvaient remorquer des express Paris - Tours et Tours - Angoulême avec une vitesse moyenne de 75 à 80 km/h malgré de nombreux arrêts.
Avant l'arrivée des locomotives de disposition Pacific des séries 4500 et 3500 construites à partir de 1907 et 1909, elles étaient les locomotives pour trains de voyageurs les plus puissantes de la compagnie.

### Remplacement
Bien que très rapides et plus puissantes que leurs prédécesseures, ces locomotives à deux essieux moteurs ne peuvent soutenir de charges plus lourdes. La mise en service de nombreuses voitures à bogies et l'accroissement du nombre de passagers pousse le Paris-Orléans à demander au service Matériel et Traction, dirigé par l'ingénieur Émile Solarcoup, des machines de plus grande puissance poursuivant la démarche qui a donné naissance en 1906 aux 231 PO 4501 à 4600 destinées aux trains directs des lignes pentues. Ces dernières étaient les premières locomotives françaises de disposition Pacific mais n'étaient pas adaptées aux hautes vitesses.
Les Pacific 3501 à 3589, apparues en 1909, s'en distinguent par leurs trois roues motrices plus grandes. Jusqu'en 1914, le PO fera livrer 89 exemplaires de ces locomotives rapides de forte puissance qui mettront fin au règne des locomotives à deux essieux entre Paris et Bordeaux.
Les 230 PO 151 à 185 et les 3201 à 3235 sont deux séries de ten wheel à grandes roues livrées entre 1911 et 1914. Malgré leur foyer à l'étroit entre les roues motrices et leurs deux cylindres à simple expansion, elles avaient l'avantage d'un essieu moteur de plus que les Atlantic.

### Fin de carrière
Utilisées sur des express et directs de tonnage modéré, les 14 locomotives de la série restent d'abord affectées au dépôt de Tours à l'exception de la 3008, cédée à l'Administration des chemins de fer de l'État en 1934 . Les autres sont renumérotées 221 entre -001 et -014 en 1934 lors de la fusion PO-Midi puis 4-221 A 001 à 014 après la création de la SNCF en 1938.
En 1945, seule une locomotive de la série, la 4-221 A 002, est encore à l'effectif. Attachée au dépôt de Périgueux, elle est radiée avant 1946.

## Descendance
En 1905, l'Administration des chemins de fer de l’État belge qui avait jusqu'ici utilisé des locomotives à simple expansion, dont beaucoup de machines à cylindres intérieurs, fait construire des locomotives très proches techniquement et esthétiquement des 3000 et 4000 du PO. Les premières sont appelées Atlantic puis type 6 (12 exemplaires) et les autres constituent le type 8 (57 exemplaires) et tireront, comme les type 6, leur révérence peu après 1945.
Donnant des résultats encourageants mais dépourvues de surchauffe, les secondes donneront naissance aux 75 locomotives du type 7, un modèle plus puissant dont la construction dut être reportée à 1921-1922 en raison de la Première Guerre mondiale. Ces dernières feront un excellent service jusqu'en 1962. En dehors des types 6, 7 et 8, les locomotives compound resteront l'exception parmi les machines dessinées par l’État belge et la SNCB.

## Préservation
Aucune des 221 PO 3001 à 3014 n'est préservée. Il reste cependant une Atlantic Nord à la Cité du train de Mulhouse.